# Khari
Khari (nep. खरी) – gaun wikas samiti w środkowej części Nepalu w strefie Bagmati w dystrykcie Dhading. Według nepalskiego spisu powszechnego z 2001 roku liczył on 952 gospodarstw domowych i 4754 mieszkańców (2520 kobiet i 2234 mężczyzn).